# Tatort: Fluch des Bernsteinzimmers
Fluch des Bernsteinzimmers ist ein Fernsehfilm aus der Kriminalreihe Tatort der ARD, des ORF und SRF. Der Film wurde vom MDR unter der Regie von Hans-Werner Honert produziert und am 31. Oktober 1999 erstmals ausgestrahlt. Es handelt sich um die Tatort-Folge 426. Für die Kriminalhauptkommissare Ehrlicher und Kain ist es der letzte Fall, den sie in Dresden ermitteln.

## Handlung
Herzog Georg von Sachsen-Gronau erscheint zusammen mit seinem Rechtsanwalt Jan Müller bei Ehrlicher und Kain. Er gibt an, bedroht zu werden, und bittet um Polizeischutz. Ihm wurde ein Fehdehandschuh zugeschickt, und er vermutet, dass es jemandem nicht passt, dass er vor kurzem das Versteck des Bernsteinzimmers gefunden habe.
Schon am nächsten Tag werden der Herzog und seine Gattin erschossen in ihrem Auto aufgefunden. Da Schmauchspuren an der Hand des Herzogs gefunden werden, ist ein Selbstmord möglich, erscheint Ehrlicher aber wenig plausibel. Auch der Butler des Herzogs hält es für ausgeschlossen, dass sein Herr sich selbst getötet hat. Als Alleinerbin gilt nach dem Testament die Tochter Mary. Allerdings scheinen die Gronaus hoch verschuldet zu sein. Der Anwalt, der mit Mary verlobt ist, rät ihr ab, das Erbe anzutreten, doch Mary will es übernehmen. Vom Verwalter Ross erfährt sie schon bald, dass ihre Familie in Polen große Besitztümer hat, von denen niemand etwas weiß.
Heinz Sur wendet sich hilfesuchend an seine Exfrau Frederike. Er hat mitbekommen, dass sie jetzt mit einem Polizisten befreundet ist, und sucht ihren Rat. Er sei in eine Geschichte hineingeraten, die ihm über den Kopf wachse: Er habe zusammen mit dem Herzog einen Stollen entdeckt und fürchtet, dass sich dort geheime Unterlagen befinden, die noch heute einigen Leuten nicht gefallen dürften.
Nach der gerichtsmedizinischen Untersuchung kann tatsächlich von Mord ausgegangen werden, da der Schusskanal dafür spricht. Als Täter kommen nach Ehrlichers Vermutung nur drei Leute in Frage, die zum unmittelbaren Umfeld des Herzogs gehören: der Verwalter Klaus Ross, der als erster am Tatort war, Heinz Sur, der zusammen mit dem Herzog nach dem Bernsteinzimmer sucht, und der Rechtsanwalt Jan Müller, der in Tatortnähe war. Während die Kommissare Indizien suchen, die konkret gegen einen der drei sprechen, werden sie selbst Ziel eines Mordkomplotts. Jan Müller steht in den Diensten von Mahrs, einem alten SS-General, der alles daran setzt, dass die alten Unterlagen in dem Stollen nicht an die Öffentlichkeit gelangen. Nachdem Jan den Herzog und dessen Frau bereits getötet hat, soll er nun alle zum Schweigen bringen, die von dem Zugang im Berg wissen. So lauert er Ehrlicher auf und schlägt ihn nieder, und auch Klaus Ross fällt ihm zum Opfer. Heinz Sur verführt er dazu, unter Alkoholeinfluss Auto zu fahren, woraufhin dieser tödlich verunglückt. Ehrlicher konnte ihn hingegen täuschen und überlebt nur leicht verletzt den Anschlag. Zusammen mit Kain stellt er Jan Müller und muss ihn am Ende sogar erschießen, um Kain zu retten. Mahrs wird festgenommen, da er an der Ermordung zahlreicher Juden im KZ beteiligt war und sich dafür auch heute noch verantworten muss. Inwiefern er als Anstifter zu den aktuellen Morden belangt werden kann, bleibt offen.

## Hintergrund
Fluch des Bernsteinzimmers wurde von der Saxonia Media Filmproduktion GmbH produziert und in Leipzig und Dresden gedreht. Die Nachtaufnahmen und Untertageszenen wurden in Zschorlau, in und um das Besucherbergwerk St. Anna am Freudenstein gedreht. Nach 20 Fällen kommt Ehrlicher das erste Mal in seiner Laufbahn als Kommissar in die Situation, einen Menschen zu erschießen. Annekathrin Bürger hat ihr Debüt als Frederike und neue Serienfigur der Ehrlicher-und-Kain-Tatorte.

## Rezeption

### Einschaltquoten
Bei seiner Erstausstrahlung am 31. Oktober 1999 wurde die Folge Fluch des Bernsteinzimmers in Deutschland von 8,07 Millionen Zuschauer gesehen, was einem Marktanteil von 24,0 Prozent entsprach.

### Kritik
Rainer Tittelbach von tittelbach.tv meint zu diesem Tatort: „Ein Verdächtiger nach dem anderen stellt sich im herzoglichen Schloss ein. Das erinnert ein wenig an die Krimis von Agatha Christie. Und sie scheinen fast alle ein Geheimnis zu haben, und einige plagt eine Obsession. Je mehr sich die Handlungsfäden zusammenziehen, umso spannender wird dieser ‚Bernsteinzimmer‘-Krimi.“
Trotz der überdurchschnittlichen Einschaltquote bewerten die Kritiker der Fernsehzeitschrift TV Spielfilm  den Film nur mittelmäßig und meinen, er biete lediglich „behäbige Ermittler und Motiv-Wirrwarr“.